# Националсоциалистическо общество
Националсоциалистическо общество (НСО) (на руски: Национал-социалистическое общество) е нелегална неонацистка политическа партия в Русия.
Националсоциалистическото общество обявява за своя задача изграждането на руска национална държава, въз основа на националсоциалистическата идеология.
Някои членове на Националсоциалистическото общество са известни с видеозаписи с нападения над хора, които не приличат на славяни или говорят с чужд акцент. През 2007 г. те планират нападение срещу опит за провеждане на гей парад в Москва.